# یان تیمن
یان تیمن (هلندی: Jan Timman؛ زاده ۱۴ دسامبر ۱۹۵۱ در آمستردام) یک استاد شطرنج اهل هلند است. وی از اواخر دهه ۱۹۷۰ تا اوایل ۱۹۹۰م، یکی از بازیکنان برتر شطرنج جهان بود. بسیاری یان تیمن را در اوج فعالیت حرفه ایش، به عنوان بهترین بازیکن شطرنج که اهل شوروی نبود، می‌شناختند. وی ۹ بار به قهرمانی هلند رسید و چندین بار نامزد عنوان قهرمانی جهان شد. در مسابقات قهرمانی جهان که در سال ۱۹۹۳م، توسط فدراسیون بین‌المللی شطرنج برگزار شد، تیمن در مقابل آناتولی کارپف، شکست خورد و به این ترتیب، شانس تصاحب عنوان قهرمانی جهان را از دست داد.

## پیشینه
پدر یان تیمن، یک استاد ریاضیات اهل هلند بود و مادرش نیز در دوره دانشجویی، از شاگردان ریاضی‌دان و استاد شطرنج، ماکس اویوه، بود. همچنین برادر بزرگتر یان، در سالهای ۱۹۴۶ تا ۲۰۱۶م، استاد شطرنج بود.
تیمن، از همان دوران نوجوانی، شطرنج باز ممتازی بود و در سال ۱۹۶۷م، در حالی که ۱۵ سال داشت، در مسابقات شطرنج قهرمانی جوانان جهان در اورشلیم، شرکت کرد و مقام سوم را کسب کرد.
تیمن، در سال ۱۹۷۱م، به عنوان استاد بین‌المللی شطرنج شناخته شد و در سال ۱۹۷۴م، عنوان استادبزرگ شطرنج را دریافت کرد؛ و به این ترتیب سومین نفری بود که در هلند چنین عنوانی به دست آورد. همان سال وی، برای اولین بار در مسابقات سراسری شطرنج هلند، مقام اول را کسب کرد. ضمن اینکه در سال ۱۹۷۲م، در همین مسابقات به مقام دوم رسیده بود.
یان تیمن در سال ۱۹۸۲م، پس از آناتولی کارپف، نایب قهرمان شطرنج جهان شد. در سال ۱۹۹۱م، تیمن، در یک مسابقه شطرنج سریع که در آخر هفته برگزار شد، موفق شد، گاتا کامسکی را با نتیجه: یک و نیم - نیم، کارپف را با نتیجه: دو - صفر، ویسواناتان آناند را با نتیجه: یک و نیم - نیم، و نهایتاً قهرمان وقت جهان، گری کاسپارف را با نتیجه: یک و نیم - نیم، شکست داده و حدود ۷۵ هزار دلار جایزه نقدی دریافت کند. در این مسابقه، امتیاز عملکرد وی، طبق رده‌بندی الو معادل ۲۹۵۰ ارزیابی شد.
 در سال ۱۹۹۳م، فدراسیون بین‌المللی شطرنج از یان تیمن دعوت کرد تا در مسابقه قهرمانی جهان، مقابل کارپف مبارزه کند. در این رقابت تیمن با نتیجه: هشت و نیم - دوازده و نیم در مقابل کارپف شکست خورد و شانس تصاحب عنوان قهرمانی جهان را از دست داد.